# 長野県阿智高等学校
長野県阿智高等学校（ながのけん あちこうとうがっこう）は、長野県下伊那郡阿智村春日にある公立高等学校。
文化祭は「楝（おおち）祭」と称する。

## 沿革
- 1951年4月1日 - 組合立定時制独立高等学校として開校。根羽分校を併設。
- 1952年4月1日 - 県立に移管。全日制課程を加設。
- 1955年3月31日 - 定時制課程を廃止。根羽分校を長野県下伊那農業高等学校へ移管。
- 2003年4月1日 - コース制（進学（Sコース）、人間環境（Nコース）、情報コミュニケーション（Jコース））導入。
- 2011年10月15日 - 創立60周年記念式典。
- 2014年4月1日 - コース制を新コース制（特別進学コース、総合進学コース、地域政策コース、情報コース）へ再編。

## 教育目標
- 地域からの信頼を深め、地域を担い、社会に有為な人材を育成する。

## 最寄駅
- 東海旅客鉄道飯田線：飯田駅よりバス。

## 校歌
- 校歌（作詞：服部嘉香 作曲：井上武士）

## 主な出身者
- 岡庭一雄 - 元阿智村長
- 宮下文一 - JIVEリーダー、ヴォーカリスト、作曲家